# Chloroclystis magnimaculata
Chloroclystis magnimaculata là một loài bướm đêm trong họ Geometridae.